# Weapon Storage and Security System WS3

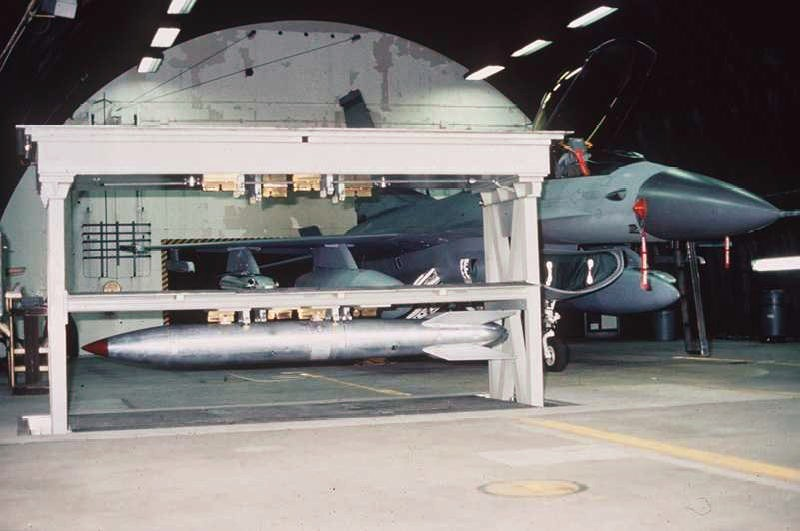
Ein Weapons Storage and Security System (WS3) im ausgefahrenen Zustand mit einer taktischen Kernwaffe B61. Dieses System befindet sich in einem gehärteten Flugzeugshelter Protective Aircraft Shelter (PAS), mit einer F-16 Fighting Falcon im Hintergrund.

Das Weapon Storage and Security System (WS3) ist ein Lagersystem, um Nuklearwaffen in den Flugzeughangars in Unterflurmagazinen zu lagern. Es wird von den US-Streitkräfte auf Flugplätzen in anderen NATO-Ländern eingesetzt. Aus den Magazinen können Atombomben B61 unmittelbar an die Kampfflugzeuge wie zum Beispiel Kampfjets F-16 montiert werden. Das Bauprogramm für WS3-Lagersysteme umfasste Ende der 1980er-Jahre insgesamt 437 Magazine, wurde aber nach dem Ende des Kalten Krieges auf 208 Magazine begrenzt.

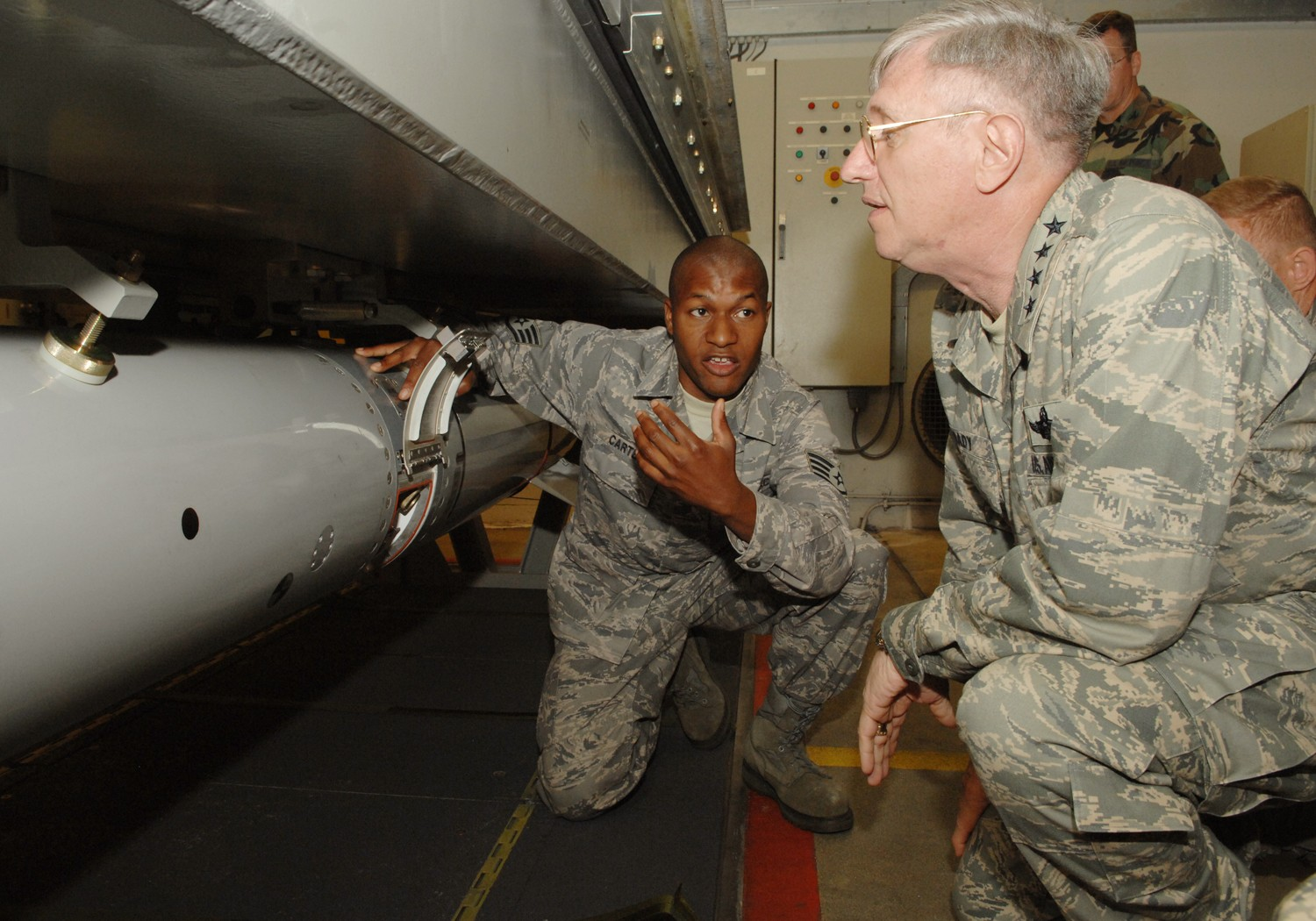
General Roger Brady besichtigt eine Übungsbombe in der Volkel Air Base.

Die Magazine wurden Anfang der 1990er-Jahre auf allen Flugplätzen in Deutschland, aber auch in Belgien, den Niederlanden, in Italien, der Türkei und in Großbritannien installiert und blieben weiterhin für Atomwaffeneinsätze eingeplant.
Eine interne Untersuchung der US Air Force ergab 2008 dennoch generelle Bedenken bei der Sicherheit.

## Geschichte
Die nukleare Verwahrung der Atomwaffen für die US Air Force und die verbündeten NATO-Partner geschieht seit 1986 über das Weapon Storage and Security System (WS3). Für die Landstreitkräfte bestand die 59th Ordnance Brigade mit Sitz in Pirmasens.

### Die Anfänge der nuklearen Verwahrung
Die nukleare Ausrüstung der deutschen Luftwaffe begann mit dem Programm Wagon Train. Als erste Einheit erhielt 1./JaboG 33 auf dem Fliegerhorst Büchel Atomwaffen. Unter strengster Bewachung des US-Custodial Detachments trafen die Waffen 1962 auf dem Fliegerhorst ein. Weiterhin wurden auch die Jabo-Geschwader in Memmingen und Nörvenich nuklearfähig gemacht. Für die Unterstützung der verbündeten Einheiten der kanadischen Luftstreitkräfte sowie der Verbände in Belgien und Norddeutschland wurde 306th Munitions Maintenance Squadron aufgestellt, die Detachments auf die Einsatzflugplätze entsandte. 1968 stellte HQ USAFE die 7232nd Munitions Maintenance Group (MMG) auf der Ramstein Air Base in Dienst, um die zentrale Führung gemäß dem NATO Atomic Stockpile Program sicherzustellen. 7232nd MMG entsandte Detachments (Munitions Maintenance Squadron, MMS, dann Munitions Support Squadron, MUNSS) an die Einsatzgeschwader der Host Tactical Units.
- Det 600/306 MMS, Kleine Brogel (BE) (1962–1964 Det 0600/306 MMS, 1964–1967 Det 0600/7232 MMG)
- Det/306 MMS, Lahr (FR 1962–1966) (GE)
- 7061 MUNSS, Araxos (GR), unter 7206th Air Base Group Hellenikon AB (GR)
- 7361 MUNSS, Kleine Brogel (BE) (1967–1972 Det 1/36th TFW Bitburg AB, 1972–1976 7361 MUNSS (support Base: 36th TFW Bitburg AB 1967–1976))
- 7362 MUNSS, Volkel (NL)
- 7363 MUNSS, RAF Brüggen (RAFG) (GE)
- 7391 MUNSS, Balıkesir (TR), unter TUSLOG (The United States Logistics Group) Ankara AS
- 7392 MUNSS, Eskişehir (TR), unter TUSLOG (The United States Logistics Group) Ankara AS
- 7393 MUNSS, Mürted-Akıncı (TR), unter TUSLOG (The United States Logistics Group) Ankara AS
- 7394 MUNSS, Malatya Erhaç (TR), unter TUSLOG (The United States Logistics Group) Ankara AS
- 7401 MUNSS, Rimini (IT), unter 40th Tactical Group Aviano AB (IT)
- 7402 MUNSS, Ghedi Torre (IT), unter 40th Tactical Group Aviano AB (IT)
- 7501 MUNSS, Büchel (GE)
- 7502 MUNSS, Nörvenich (GE)
- 7261 MUNSS, Memmingen (GE)

### 7000th MUNSS
Am 1. April 1974 stellte HQ USAFE 7232nd MMG außer Dienst und unterstellte die einzelnen Detachments der 7000th Munitions Support Squadron (MUNSS), die ebenfalls in Ramstein ihren Sitz hatte und Seventeenth Air Force in Sembach Air Base unterstellt wurde. 1985 – 1993 wurde 7000th MUNSS (1988 aufgelöst, dafür 7100th Mission Support Squadron in Dienst gestellt) dem 7100th Combat Support Wing in Lindsey Air Station, Wiesbaden, unterstellt. Ziel der Reorganisation war die Verbesserung der Dienstaufsicht und der Verwaltung der nuklearen Vorräte. Von 1994 bis 1996 bestanden drei regionale Zwischenebenen in der Führungsstruktur unterhalb Seventeenth Air Force (ebenfalls 1996 aufgelöst). Mit der Schulung des alliierten Personals im Umgang mit US Nuklearwaffen wurde 7055th Operations Squadron in Kapaun Air Station (Kaiserslautern-Vogelweh) beauftragt. Die nukleare Verwahrung erfolgte durch:
- 603rd Regional Support Group (RSG) RAF Mildenhall (GB)
- 616th RSG Aviano Air Base (IT) für IT und GR
  - 402 MUNSS, Rimini (IT)
  - 731 MUNSS, Araxos (GR)
  - 831 MUNSS, Ghedi Torre (IT)
- 617th RSG Sembach Air Base (GE) für GE, BE und NL
  - 601 MUNSS, 1994 617 MUNSS, 1996 52 MUNSS, Kleine Brogel (BE) (support Base: 52nd TFW Spangdahlem AB 1976–1992 und 1993, 32nd Fighter Group Soesterberg AB (NL) 1992–1993)
  - 604 MUNSS, Nörvenich (GE)
  - 605 MUNSS, Memmingen (GE)
  - 617 MUNSS, Morbach (GE) Ammunition Storage Station
  - 752 MUNSS, Volkel (NL)
  - 817 MUNSS, 1996 852 MUNSS, Büchel (GE)
- sowie 39th Wing in TR
  - 39 MUNSS, Balıkesir (TR)
  - 739 MUNSS, Mürted-Akıncı (TR)

### INF und WS3
Die sogenannte Nachrüstung in Europa mit dem NATO-Doppelbeschluss im Bereich der Intermediate Range Nuclear Forces (INF-Vertrag) und der Stationierung von Marschflugkörpern oder Ground Launched Cruise Missiles (GLCM) in Europa erfolgte unter den Richtlinien des neuen Programms WS3 der US Air Force, das zugleich verbindliche Größen für die Anzahl der Kammern (Vaults) vorsah. Zentraler Ort für WS3 ist wiederum Ramstein.

### 38th MMG und 52nd MMG
Mit der Reorganisation von 2004 kehrte USAFE zur Munitions Maintenance Group als zentraler Führungsstelle zurück und stellte statt 7000th MUNSS die 38th MMG in Ramstein in Dienst. Schon drei Jahre später wurde die Einheit jedoch deaktiviert und stattdessen 52nd MMG auf Spangdahlem Air Base als Teil des 52nd Fighter Wing aufgestellt. 52nd MMG ist vorgesetzte Dienststelle der Detachments auf den Einsatzflugplätzen in
- 701 MUNSS, Kleine Brogel (BE), für 10e Tactical Wing mit 72 F-16
- 702 MUNSS, Büchel (GE), für JaboG 33 mit Tornados
- 703 MUNSS, Volkel (NL), für 306., 311., 312. und 313. Staffel mit F-16
- 704 MUNSS, Ghedi Torre (IT), für 154º und 102º Gruppo/6º Stormo mit Tornados

Die Flugplätze Balıkesir (TR) und Mürted-Akıncı (TR) befinden sich im Standby-Modus (Caretaker Status) ohne US Custodial Detachment. Außerdem sind noch Atomwaffen bei den US-Verbänden in Aviano (IT) und Incirlik (TR) vorhanden.

## US Air Bases
| Air Base               | Vaults 1986 geplant | Vaults bis 1997 gebaut | Vaults 2004 | Max. Kap. 1986 | Max. Kap. 1997 | Max. Kap. 2004 | B61 (Kernwaffe) | Abzug der Atomwaffen | Bemerkungen                    |
| ---------------------- | ------------------- | ---------------------- | ----------- | -------------- | -------------- | -------------- | --------------- | -------------------- | ------------------------------ |
| Ramstein (GE)          | 58                  | 55                     | 55          | 232            | 220            | 220            | 90 US, 40 Host  | 2004–05              | Spangdahlem, Araxos, Memmingen |
| Hahn (GE)              | 53                  | -                      | -           | 212            | -              | -              | -               | 1993                 |                                |
| Aviano (IT)            | 18                  | 18                     | 18          | 72             | 72             | 72             | 50 US           | noch bestehend       | 31st TFW                       |
| Incirlik (TR)          | 30                  | 25                     | 25          | 120            | 100            | 100            | 50 US, 40 Host  | noch bestehend       | 39th TFW                       |
| RAF Lakenheath (GB)    | 48                  | 33                     | 33          | 192            | 132            | 132            | 110 US          | 2007                 | 48th TFW                       |
| RAF Marham (GB)        | -                   | 24                     | -           | -              | 96             | -              | -               | 2007                 |                                |
| RAF Bentwaters (GB)    | 25                  | -                      | -           | 100            | -              | -              | -               | 1994                 |                                |
| RAF Upper Heyford (GB) | 55                  | -                      | -           | 220            | -              | -              | -               | 1994                 |                                |

## US-Stützpunkte aufgrund des INF-Vertrages
| Stützpunkt               | Vaults 1986 geplant | Max. Kap. 1986 geplant | W-84 Kernwaffen | Abzug der Atomwaffen | Bemerkungen                 |
| ------------------------ | ------------------- | ---------------------- | --------------- | -------------------- | --------------------------- |
| Comiso (IT)              | 2                   | 8                      | 8               | 1988–1991            | 487th TMW                   |
| Florennes (BE)           | 2                   | 8                      | 8               | 1988–1991            | 485th TMW                   |
| RAF Greenham Common (GB) | 2                   | 8                      | 8               | 1988–1991            | 501st TMW                   |
| RAF Molesworth (GB)      | 2                   | 8                      | -               | 1988                 | 303rd TMW                   |
| Woensdrecht (NL)         | 2                   | 8                      | 8               | 1988–1991            | 486th TMW                   |
| Wüschheim (GE)           | 2                   | 8                      | 8               | 1988                 | 38th TMW, nie einsatzbereit |

## Nukleare Verwahrung für die NATO-Partner
| Air Base                            | MUNSS Detachment | Host Tactical Unit                       | Vaults 1986/1997 | Max. Kap. 1986/1997 | B61 (Kernwaffe) (Codewort) | Außerdienststellung der MUNSS | Bemerkungen |
| ----------------------------------- | --- | ---------------------------------------- | ---------------- | ------------------- | -------------------------- | ----------------------------- | --- |
| Fliegerhorst Büchel (GE)            | 1962-1974 7501st, 1974-1996 817th, 1996-2004 852nd, seit 2004 702nd | JaboG 33, PA 200-Tornado seit 1990       | 11               | 44                  | 20 Host (Tool Chest)       | noch bestehend                | Letzte Atomwaffen auf deutschem Boden |
| Fliegerhorst Memmingen (GE)         | 1963-1993 7261st, 1993-1996 605th | JaboG 34, PA 200-Tornado seit 1989       | 11               | 44                  | 20 Host                    | 1996                          | 1996 B61 nach Ramstein transferiert, MUNSS aufgelöst, Geschwader 2003 außer Dienst gestellt, Flugplatz wird zivil genutzt. WS3-Systeme wurden ausgebaut. |
| Fliegerhorst Nörvenich (GE)         | 1963-1974 7502nd, 1974-1996 604th | JaboG 31, PA 200-Tornado seit 1991       | 11               | 44                  | 20 Host                    | 1996                          | 1996 B61 nach Ramstein transferiert, MUNSS aufgelöst, Standort erhielt Caretaker Status.                                                                 |
| RAF Brüggen (RAFG) (GE)             | 7363rd | No. 9 Squadron, PA 200-Tornado seit 1986 | 10               | 40                  | WE-177 Kernwaffen          | 1998                          | Squadron 2002 außer Dienst gestellt. |
| RCAF Base Söllingen (RCAF) (GE)     | Det 1900/7232nd MMG | 1 Canadian Air Group, CF-18              |                  |                     |                            | 1984                          | 1993 Abzug der kanadischen Truppen. |
| RCAF Base Lahr (RCAF) (GE)          | Det 0900/7232nd MMG | 1 Canadian Air Group, CF-104             |                  |                     |                            | 1970                          | Flugplatz Lahr 1966 von französischen Streitkräften übernommen                                                                                           |
| BAO 139 Lahr (FFA) (GE)             | 306th Det 0900 | 3e Escadre de chasse, F-100/Mirage IIIE  |                  |                     |                            | 1966                          | Flugplatz Lahr 1966 an kanadische Streitkräfte übergeben.                                                                                                |
| BAO 136 Bremgarten (FFA) (GE)       | u/i | 11e Escadre de Chasse, F-100             |                  |                     |                            | 1966                          | 1967 Übergabe des Fliegerhorsts an die deutsche Luftwaffe.                                                                                               |
| Militärflugplatz Kleine Brogel (BE) | 1962–1964 Det 600/306th MMS, 1964–1967 Det 0600/7232nd MMG, 1967–1972 Det 1/36th TFW, 1972-1993 7361st MUNSS, 1993–1994 601st, 1994–1996 617th, 1996–2004 52nd, seit 2004 701st | 10 Wing, F-16 seit 1992                  | 11               | 44                  | 20 Host (Pine Cone)        | noch bestehend                | Letzte Atomwaffen auf belgischem Boden. |
| Militärflugplatz Volkel (NL)        | 1963-1974 7362nd, 1974-2004 752nd, seit 2004 703rd | 312 Sqn, 316 Sqn, F-16 A/B MLU seit 1984 | 11               | 44                  | 20 Host (Toy Chest)        | noch bestehend                | Letzte Atomwaffen auf niederländischem Boden. |
| Militärflugplatz Ghedi Torre (IT)   | 1963-1974 7402nd, 1974-2004 831st, seit 2004 704th | 6 Stormo, PA 200-Tornado seit 1997       | 6, 1997 11       | 24, 1997 44         | 40 Host (Stone Ax)         | noch bestehend                | MUNSS unter 31st TFW Aviano (US-Wing). 1993 20 B61 aus Rimini nach Ghedi Torre transferiert.                                                             |
| Flughafen Rimini (IT)               | 1963-1974 7401st, 1974-1993 402nd | 5 Stormo, F-104                          | 6                | 24                  | 20 Host                    | 1993                          | 1993 20 B61 aus Rimini nach Ghedi Torre transferiert, Geschwader nach Cervia verlegt.                                                                    |
| Flughafen Araxos (GR)               | 1963-1974 7061nd, 1974-2001 731st | 116 Combat Wing                          | 11               | 44                  | 20 Host                    | 2001                          | 2001 20 B61 aus Araxos nach Ramstein transferiert. |
| Militärflugplatz Balıkesir (TR)     | 1963-1974 7391st, 1974-1996 39th | 191 Sqn, 192 Sqn, F-16 C/D seit 1997     | 6                | 24                  | -                          | 2001                          | Caretaker Status. |
| Militärflugplatz Mürted-Akıncı (TR) | 1963-1974 7393th, 1974-1996 739th | 141 Sqn, 143 Sqn, F-16 C/D seit 1997     | 6                | 24                  | -                          | 1996                          | Caretaker Status. |
| Flughafen Malatya Erhaç (TR)        | 7394th | 171 Sqn, 172 Sqn, F-4                    | 6                | 24                  | -                          | 1991                          | 1991 nukleare Rolle beendet. |
| Militärflugplatz Eskişehir (TR)     | 7392nd | 111 Sqn, F-4                             | 6                | 24                  | -                          | 1991                          | 1991 nukleare Rolle beendet. |

## Abkürzungen
| Abkürzung | Text                               |
| --------- | ---------------------------------- |
| AB        | Air Base                           |
| AFB       | Air Force Base                     |
| ATAF      | Allied Tactical Air Force          |
| BAO       | Base Aérienne Opérationnelle       |
| BE        | Belgian, Belgien                   |
| Det       | Detachment                         |
| FBW       | Fighter Bomber Wing                |
| FFA       | Forces Françaises en Allemagne     |
| FOB       | Forward Operating Base             |
| GB        | British, Großbritannien            |
| GE        | German, Deutschland                |
| GR        | Greek, Griechenland                |
| HQ        | Headquarters                       |
| INF       | Intermediate Range Nuclear Forces  |
| IT        | Italian, Italien                   |
| JaboG     | Jagdbombergeschwader               |
| MMG       | Munitions Maintenance Group        |
| MMS       | Munitions Maintenance Squadron     |
| MUNSS     | Munitions Support Squadron         |
| NATO      | North Atlantic Treaty Organisation |
| NL        | Netherlands, Niederlande           |
| RAF       | Royal Air Force                    |
| RAFG      | Royal Air Force Germany            |
| RCAF      | Royal Canadian Air Force           |
| RNAF      | Royal Netherlands Air Force        |
| SP        | Spanish, Spanien                   |
| Sqn       | Squadron                           |
| TFW       | Tactical Fighter Wing              |
| TMW       | Tactical Missile Wing              |
| TR        | Turkish, Türkei                    |
| u/i       | unidentified                       |
| USAFE     | United States Air Force in Europe  |
| USAREUR   | United States Army in Europe       |